# HD 44131
HD 44131 är en ensam stjärna i den södra delen av stjärnbilden Orion. Den har en  skenbar magnitud av ca 4,91 och är svagt synlig för blotta ögat där ljusföroreningar ej förekommer. Baserat på parallaxmätning inom Hipparcosuppdraget på ca 7,0 mas, beräknas den befinna sig på ett avstånd på ca 460 ljusår (ca 142 parsek) från solen. Den rör sig bort från solen med en heliocentrisk radialhastighet på ca 47 km/s.

## Egenskaper
HD 44131 är en röd till orange jättestjärna av spektralklass M1 III, som för närvarande befinner sig på den asymptotiska jättegrenen och
som har förbrukat förrådet av väte i dess kärna och utvecklats bort från huvudserien. Den har en radie som är ca 56 solradier och har ca 673 gånger solens utstrålning av energi från dess fotosfär vid en effektiv temperatur av ca 3 900 K.
HD 44131  är en periodisk variabel av okänd typ med en frekvens på 0,11212 cykler per dygn (period av 8,9 dygn) och en amplitud på 0,0106 i magnitud. Baserat på variationer i radialhastighet och en preliminär omloppslösning publicerades stjärnan 1991 som en tänkbar spektroskopisk dubbelstjärna med en omloppsperiod av 9,29 år. Dessa hastighetsvariationer kan dock bero på andra orsaker.